# Babeau-Bouldoux
Babeau-Bouldoux – miejscowość i gmina we Francji, w regionie Oksytania, w departamencie Hérault.
Według danych na rok 1990 gminę zamieszkiwało 249 osób, a gęstość zaludnienia wynosiła 12 osób/km² (wśród 1545 gmin Langwedocji-Roussillon Babeau-Bouldoux plasuje się na 667. miejscu pod względem liczby ludności, natomiast pod względem powierzchni na miejscu 361.).